# Meigenia
Meigenia är ett släkte av tvåvingar. Meigenia ingår i familjen parasitflugor.

## Dottertaxa tillMeigenia, i alfabetisk ordning[1][2]
- Meigenia aestivalis
- Meigenia agilis
- Meigenia albidula
- Meigenia aprica
- Meigenia ardeacea
- Meigenia ardua
- Meigenia arvicola
- Meigenia atrata
- Meigenia bellina
- Meigenia binotata
- Meigenia borealis
- Meigenia buccata
- Meigenia campestris
- Meigenia cinerea
- Meigenia cinerella
- Meigenia concolor
- Meigenia connexa
- Meigenia convicta
- Meigenia crataegella
- Meigenia cylindrica
- Meigenia devicta
- Meigenia dorsalis
- Meigenia exilis
- Meigenia falculae
- Meigenia fera
- Meigenia flavescens
- Meigenia flaviventris
- Meigenia fuscipennis
- Meigenia fuscisquama
- Meigenia grandigena
- Meigenia grata
- Meigenia gratiosa
- Meigenia grisella
- Meigenia grisescens
- Meigenia hilaris
- Meigenia hortorum
- Meigenia immaculata
- Meigenia impatiens
- Meigenia incana
- Meigenia infantilis
- Meigenia infima
- Meigenia innocua
- Meigenia intacta
- Meigenia lateralis
- Meigenia luctuosa
- Meigenia maesta
- Meigenia majuscula
- Meigenia minuta
- Meigenia musca
- Meigenia mutabilis
- Meigenia nana
- Meigenia nigra
- Meigenia nitida
- Meigenia nobilis
- Meigenia obscurella
- Meigenia obscuripes
- Meigenia opaca
- Meigenia pacifica
- Meigenia parva
- Meigenia parvula
- Meigenia pauperata
- Meigenia picta
- Meigenia prarensis
- Meigenia pruinosa
- Meigenia pumila
- Meigenia pygmaea
- Meigenia quadrimaculata
- Meigenia quadrisignata
- Meigenia quiera
- Meigenia sicula
- Meigenia silvestris
- Meigenia simplex
- Meigenia submissa
- Meigenia tridentata
- Meigenia uncinata
- Meigenia unicinata
- Meigenia velutina
- Meigenia vernalis
- Meigenia viatica
- Meigenia virgo